# Robert Kowalski
Robert Anthony Kowalski (Bridgeport, 15 maggio 1941) è un informatico e logico statunitense.
La sua ricerca si orienta allo sviluppo sia di modelli di calcolo orientati all'uomo che di modelli computazionali del pensiero umano. Ha trascorso la maggior parte della sua carriera nel Regno Unito.

## Formazione scolastica
Ha studiato presso l'Università di Chicago, l'Università di Bridgeport (laurea in matematica nel 1963), la Stanford University (master in matematica, 1966), l'Università di Varsavia e l'Università di Edimburgo (dottorato di ricerca in informatica, 1970).

## Carriera
È stato ricercatore presso l'Università di Edimburgo (1970-75) e dal 1975 al Dipartimento di informatica dell'Imperial College di Londra, conseguendo una cattedra in logica computazionale nel 1982 e diventando professore emerito nel 1999.
Ha iniziato la sua ricerca nel campo della dimostrazione automatizzata di teoremi, sviluppando sia la risoluzione SL con Donald Kuehner che la procedura di dimostrazione del grafo di connessione. Ha sviluppato la risoluzione SLD e l'interpretazione procedurale delle clausole di Horn, che sono alla base della semantica operativa del ragionamento all'indietro nella programmazione logica. Con Maarten van Emden, ha anche sviluppato il modello minimo e la semantica del punto fisso delle clausole di Horn, che sono alla base della semantica logica della programmazione logica.
Con Marek Sergot, ha sviluppato sia il calcolo degli eventi che l'applicazione della programmazione logica al ragionamento giuridico. Con Fariba Sadri, ha sviluppato un modello agente in cui le credenze sono rappresentate da programmi logici e gli obiettivi sono rappresentati da vincoli di integrità.
Kowalski è stato uno degli sviluppatori di Abductive Logic Programming, in cui i programmi logici sono aumentati con vincoli di integrità e con predicati abducibili indefiniti. Questo lavoro ha portato alla dimostrazione con Phan Minh Dung e Francesca Toni che la maggior parte delle logiche per il ragionamento predefinito possono essere considerate casi speciali di argomentazione basata su ipotesi.
Nel suo libro del 1979, Logic for Problem Solving, Kowalski sostiene che l'inferenza logica fornisce un modello semplice e potente di risoluzione dei problemi che può essere utilizzato sia dagli esseri umani che dai computer. Nel suo libro del 2011, Computational Logic and Human Thinking - How to be Artificially Intelligent, sostiene che l'uso della logica computazionale può aiutare le persone comuni a migliorare le proprie capacità di comunicazione in linguaggio naturale e che, in combinazione con la teoria delle decisioni, può essere utilizzato per migliorare le loro capacità pratiche di problem solving.
Più recentemente, in collaborazione con Fariba Sadri, ha sviluppato la logica e il linguaggio informatico LPS (Logic Production Systems), che integra gran parte del suo precedente lavoro sulla logica computazionale.

## Onorificenze e premi
Kowalski è stato eletto Fellow dell'American Association for Artificial Intelligence nel 1991, dell'European Co-ordinating Committee for Artificial Intelligence nel 1999 e dell'Association for Computing Machinery nel 2001. Ha ricevuto il IJCAI Award for Research Excellence, "per i suoi contributi alla logica per la rappresentazione della conoscenza e la risoluzione dei problemi, compreso il suo lavoro pionieristico sulla dimostrazione automatizzata di teoremi e sulla programmazione logica" nel 2011, e il premio Japan Society for the Promotion of Science per Eminent Scientists per il 2012-2014.